# Corneliu Stroe
Corneliu Stroe (n. 22 octombrie 1949, București, România – d. 11 iunie 2017, Constanța, România) a fost un percuționist român.
Între 1981-2005 a fost membru al duoului „Creative” împreună cu Harry Tavitian, cu care a participat la multe festivaluri de jazz din România: Sibiu, Galați etc.

## Alte colaborări
- Harry Tavitian
- Ovidiu Lipan
- Jazzographics
- Blues Community (Rotaru, Stroe, Hoefer)
- Aromanian Ethno Band (Stroe, Stelu Enache, Mircea Cazan)[5]; participare la FMM Sines - Festival Músicas do Mundo, Portugalia
- Mike Godoroja & Blue Spirit[6]
- Corneliu Stroe Balkan Blues Band[7]
- Vasile Șeicaru[8]
- Foxy Lady Band
- Direcția 5
- Pasărea Colibri
- Night Loosers
- Puiu Pascu,
- Jonny Răducanu
- Alexandru Andrieș
- A.G. Weinberger

## Premii
- Marele Premiu al Artei Studențești (1974)[9]

## Discografie
- Horizons, Leo Records, Londra, 1985 (cu Harry Tavitian)
- Transylvanian Suite, Leo Records, Londra, 1986 (cu Harry Tavitian)
- Creațiunea, București, 1991 (cu Harry Tavitian)
- Roots (cu Blues Community) (casetă)
- Visul toboșarului (cu Ovidiu Lipan etc.)

## Diverse
În viața de zi cu zi, Corneliu Stroe este director al postului Radio Contact.
Fiica sa, Roxana Stroe, este una din puținele chitariste de muzică blues din România.